# 아프가니스탄 대통령
아프가니스탄 이슬람 공화국의 대통령(다리어: د افغانستان د اسلامي جمهوریت جمهور رئیس, 파슈토어: رئيس جمهور جمهوری اسلامی افغانستان)은 아프가니스탄 이슬람 공화국의 국가 원수이자 행정 수반이다.
1973년 공화제로 전환되며 무함마드 다우드가 초대 대통령으로 취임하였으나 1978년 아프가니스탄 민주 공화국이 성립되며 혁명 평의회 의장이 국가 원수로 전환되었다. 1987년 헌법 개정으로 혁명 평의회를 폐지하고 대통령이 다시 국가 원수가 되었다. 1996년 탈레반이 아프가니스탄 이슬람 토후국을 칭하며 대통령이 폐지되었으며, 2001년 아프가니스탄 이슬람국 과도정부가 수립되며 전임 대통령 부르하누딘 라바니 복귀하였다. 2002년 과도정부는 신헌법을 제정하여 대통령과 부통령 등 각료를 구성하였으며, 2004년 1월 16일 정체를 이슬람 공화국으로 하는 헌법이 채택되었다. 이어 10월 9일 국민 직선의 대통령 선거가 최초로 실시되었다. 대통령은 임기 5년의 중임제이고 1번 중임은 가능하나 최대 임기는 10년이며 2명의 부통령과 함께 국민의 직접 선거에 의하여 선출된다.
2021년 8월 15일 탈레반의 정권 전복으로 폐지되었다.

## 아프가니스탄 대통령 목록
| 대 | 기 | 사진             | 이름                                      | 임기             | 임기                             | 직위                             | 정당   |
| 대 | 기 | 사진             | 이름                                      | 취임일           | 퇴임일                           | 직위                             | 정당   |
| -- | -- | ---------------- | ----------------------------------------- | ---------------- | -------------------------------- | -------------------------------- | ------ |
| ㅡ | ㅡ |                  | 하미드 카르자이 (1957.12.24 ~ ) حامد کرزی | 2001년 12월 22일 | 2002년 6월 19일                  | 과도 정부 수반                   | 무소속 |
| ㅡ | ㅡ | 2002년 6월 19일  | 하미드 카르자이 (1957.12.24 ~ ) حامد کرزی | 2004년 12월 7일  | 과도 정부 수반                   |                                  | 무소속 |
| 대 | 기 | 사진             | 이름                                      | 임기             | 임기                             | 선거                             | 정당   |
| 대 | 기 | 사진             | 이름                                      | 취임일           | 퇴임일                           | 선거                             | 정당   |
| 1  | 1  |                  | 하미드 카르자이 (1957.12.24 ~ ) حامد کرزی | 2004년 12월 7일  | 2009년 11월 19일                 | 2004년 대선 - 55.4% 4,443,029표  | 무소속 |
| 1  | 2  | 2009년 11월 19일 | 하미드 카르자이 (1957.12.24 ~ ) حامد کرزی | 2014년 9월 29일  | 2009년 대선 - 49.67% 2,283,907표 |                                  | 무소속 |
| 2  | 3  |                  | 아슈라프 가니 (1949.2.12 ~ ) اشرف غني     | 2014년 9월 29일  | 2019년 9월 29일                  | 2014년 대선 - 56.44% 4,485,888표 | 무소속 |
| 2  | 4  | 2019년 9월 29일  | 아슈라프 가니 (1949.2.12 ~ ) اشرف غني     | 2021년 8월 15일  | 2019년 대선 - 50.64% 923,592표   |                                  | 무소속 |

## 구 아프가니스탄 공화국 국가 원수
| 사진                                                                                            | 이름                                                        | 임기                | 임기                    | 직위                                      | 선출 방식                                                 | 정당                                                               |                     |
| 사진                                                                                            | 이름                                                        | 취임일              | 퇴임일                  | 직위                                      | 선출 방식                                                 | 정당                                                               |                     |
| 아프가니스탄 공화국                                                                             | 아프가니스탄 공화국                                         | 아프가니스탄 공화국 | 아프가니스탄 공화국     | 아프가니스탄 공화국                       | 아프가니스탄 공화국                                       | 아프가니스탄 공화국                                                | 아프가니스탄 공화국 |
| ----------------------------------------------------------------------------------------------- | ----------------------------------------------------------- | ------------------- | ----------------------- | ----------------------------------------- | --------------------------------------------------------- | ------------------------------------------------------------------ | ------------------- |
|                                                                                                 | 무함마드 다우드 (1909.7.18 ~ 1978.4.28) سردار محمد داود خان | 1973년 7월 17일     | 1978년 4월 27일         | 대통령                                    | 1973년 군사 쿠데타                                        | 무소속 (~ 1976) 국가혁명당 (1976년 이후)                           |                     |
|                                                                                                 | 압둘 카디르 (1944 ~ 2014.4.22) عبدالقادر                    | 1978년 4월 27일     | 1978년 4월 30일         | 군사혁명평의회 의장 (공군 부사령관, 중장) | 1978년 군사 쿠데타                                        | 아프가니스탄 인민민주당                                            |                     |
| 아프가니스탄 민주 공화국                                                                        |                                                             |                     |                         |                                           |                                                           |                                                                    |                     |
|                                                                                                 | 누르 무함마드 타라키 (1917.7.15 ~ 1979.9.16) نور محمد ترکۍ  | 1978년 4월 30일     | 1979년 9월 16일 (사임)  | 혁명평의회 의장                           | 군사혁명평의회 지명                                       | 아프가니스탄 인민민주당                                            |                     |
| 쿠데타 (1979년 9월)로 하피줄라 아민 내각 수상이 최고 지도자 (1979년 9월 14일 ~ 9월 16일)        |                                                             |                     |                         |                                           |                                                           |                                                                    |                     |
|                                                                                                 | 하피줄라 아민 (1929.8.1 ~ 1979.12.27) حفيظ الله امين        | 1979년 9월 16일     | 1979년 12월 27일        | 혁명평의회 의장                           | 아프가니스탄 인민민주당 지명                              | 아프가니스탄 인민민주당                                            |                     |
|                                                                                                 | 바브락 카르말 (1929.1.6 ~ 1996.12.1?, 3?) ببرک کارمل        | 1979년 12월 27일    | 1986년 11월 20일 (사임) | 혁명평의회 의장                           | 1979년 12월 군사 쿠데타                                   | 아프가니스탄 인민민주당                                            |                     |
|                                                                                                 | 하지 무함마드 참카니 (1947 ~ 2012) حاجی‌محمد چمکنی           | 1986년 11월 20일    | 1986년 11월 24일        | 혁명평의회 의장 서리                      |                                                           | 무소속                                                             |                     |
| 1986년 11월 24일                                                                                | 하지 무함마드 참카니 (1947 ~ 2012) حاجی‌محمد چمکنی           | 1987년 9월 30일     | 혁명평의회 의장         |                                           |                                                           | 무소속                                                             |                     |
|                                                                                                 | 모하마드 나지불라 (1947.8.6 ~ 1996.9.27) محمد نجيب الله     | 1987년 9월 30일     | 1987년 11월 30일        | 혁명평의회 의장                           |                                                           | 아프가니스탄 인민민주당                                            |                     |
| 아프가니스탄 공화국                                                                             |                                                             |                     |                         |                                           |                                                           |                                                                    |                     |
|                                                                                                 | 모하마드 나지불라 (1947.8.6 ~ 1996.9.27) محمد نجيب الله     | 1987년 11월 30일    | 1992년 4월 16일         | 대통령                                    |                                                           | 아프가니스탄 인민민주당 (~ 1990) 아프가니스탄 와탄당 (1990년 이후) |                     |
| 쿠데타로 아흐마드 샤 마수드 자미아티 이슬라미 사령관이 최고 지도자 (1992년 4월 16일 ~ 4월 28일) |                                                             |                     |                         |                                           |                                                           |                                                                    |                     |
|                                                                                                 | 압둘 라힘 하테프 (1926.5.20 ~ 2013.8.19) Abdul Rahim Hatef  | 1992년 4월 16일     | 1992년 4월 28일         | 임시 대통령                               |                                                           | 아프가니스탄 와탄당                                                |                     |
| 아프가니스탄 이슬람국                                                                           |                                                             |                     |                         |                                           |                                                           |                                                                    |                     |
|                                                                                                 | 시브가툴라 모자데디 (1926.4.21 ~ 2019.2.11) صبغت الله مجددي | 1992년 4월 28일     | 1992년 6월 28일         | 이슬람지하드평의회 의장                   | 무자헤딘 연합 지명 (페샤와르 협정)                        | 아프가니스탄민족해방전선                                           |                     |
|                                                                                                 | 부르하누딘 라바니 (1940.9.20 ~ 2011.9.20) برهان الدين رباني | 1992년 6월 28일     | 1996년 9월 27일         | 과도정부 대통령                           | 10인최고지도자평의회 (무자헤딘 연합) 지명 (페샤와르 협정) | 자미아티 이슬라미                                                  |                     |
| 아프가니스탄 이슬람 이마라트                                                                    |                                                             |                     |                         |                                           |                                                           |                                                                    |                     |
| 무하마드 오마르 탈레반 지도자가 최고 지도자 (1996년 9월 27일 ~ 2001년 11월 13일)                |                                                             |                     |                         |                                           |                                                           |                                                                    |                     |
|                                                                                                 | 무함마드 라바니 (1960년 경 ~ 2013.4.23) محمد عمر            | 1996년 9월 27일     | 2001년 4월 13일         | 대통령                                    | 군사 쿠데타                                               |                                                                    |                     |
| 아프가니스탄 이슬람국                                                                           |                                                             |                     |                         |                                           |                                                           |                                                                    |                     |
|                                                                                                 | 부르하누딘 라바니 (1940.9.20 ~ 2011.9.20) برهان الدين رباني | 2001년 11월 13일    | 2001년 12월 22일        | 북부동맹 대표                             | 군사 쿠데타                                               | 자미아티 이슬라미                                                  |                     |

## 같이 보기
- 아프가니스탄의 최고행정관